# جون كاستيلو
جون كاستيلو (بالإسبانية: John Castillo)‏ (21 سبتمبر 1983 بكولومبيا - ) هو لاعب كرة قدم كولومبي في مركز الهجوم. لعب مع أتليتيكو هويلا ونادي بلاتنسي ونادي أليانزا ‏ وC.D. Vista Hermosa ‏ وCortuluá ‏ وC.D. Dragón ‏ ونادي جامعة  السلفادور ‏ وDeportivo Iztapa ‏ ونادي ميلغار أريكيبا وSacachispas ‏.